# Векляк, Богдан Игоревич
Богда́н И́горевич Ве́кляк (укр. Богдан Ігорович Векляк; род. 31 августа 1999, Жидачов, Львовская область) — украинский футболист, защитник клуба «Кудровка».

## Игровая карьера
Воспитанник ФК «Николаев», в 2013 году попал в структуру моршинской «Скалы». В обоих вышеуказанных клубах выступал в ДЮФЛУ. С 2016 по 2018 год играл за юношескую команду стрыйской «Скалы», затем в течение двух сезонов выступал за львовские «Карпаты» в молодежном чемпионате Украины.
В январе 2021 года подписал 2,5-летний контракт с «Олимпиком». В футболке донецкого клуба дебютировал 20 марта 2021 в выездном поединке 19-го тура Премьер-лиги против полтавской «Ворсклы» (0:3).
27 июля 2021 года подписал контракт с клубом «Минай».

## Достижения
«Карпаты» (Львов)
- Серебряный призёр Первой лиги Украины: 2023/24